# 光罩護膜
光罩護膜（Pellicle），即表示是光罩上的膜或薄膜的意思，結構為一薄膜展開在框架上，以免於光罩受到微塵或揮發性氣體的汙染。自1970年代後期即開始發展，早期的保護膜大都使用硝化纖維素，其波長在350～450nm，折射率約為1.5，厚度則2.85 mm。因為硝化纖維素在小於350nm的波長有明顯的吸收能力，所以KrF (248nm)、ArF (193nm) 的保護膜則使用非結晶之氟聚合物材質（如鐵氟龍、Cytop），但是上述的兩個材料的折射率皆很低，248nm的折射率約為1.34，193nm 則約1.40，因此很難找到效果良好的抗反射塗層，因此單層薄膜在這些波長下是最常見的。
「抗反射塗層」（成份為氟化鈣或氟碳化合物），通常會塗在保護膜的一側或兩側，以提高透光率之用。
在目前逐步踏入EUV的世代，因為其波長僅有13.5nm，以往所使用的「光罩護膜」將會吸收此光源的波長，然而據報導指出ASML是唯一成功開發出商用的「EUV保護膜」的製造商，也在2019年與日本三井化學公司簽署EUV光罩護膜組裝技術的授權。

## 功能
使用光罩護膜有兩種目的，一是增加晶片生產良率；二是減少光罩於使用時的清潔和檢驗。

## 主要材質為
- 硝化纖維素
- 纖維酯
- 醋酸纖維素丁酸鹽
- 鐵氟龍
- Cytop

## 各光罩護膜材質的適用範圍
| 材質       | 膜厚 | 光穿透率   | 適用光波長    |
| ---------- | ---- | ---------- | ------------- |
| 硝化纖維素 | 2.85 | 97% (avg)  | 350-450       |
| 硝化纖維素 | 2.85 | 99.5%(min) | 380-420       |
| 硝化纖維素 | 1.40 | 99% (min)  | 365，436      |
| 纖維酯     | 1.40 | 99% (min)  | 365，436      |
| 鐵氟龍     | 0.81 | 99% (min)  | 248，365，436 |
| 鐵氟龍     | 0.54 | 99% (min)  | 193，248，365 |

## 相關
- 光罩